# Slatinski Izvor
Slatinski Izvor – system jaskiń położony w gminie Makedonski Brod w Macedonii Północnej. Położony jest nad rzeką Slatina.
Jest to najdłuższy system jaskiń w Macedonii Północnej. Mierzy ok. 4 km długości. W 2004 roku Slatinski Izvor został wpisany na listę informacyjną UNESCO, a w 2011 roku został uznany za pomnik przyrody.
Dotychczas zbadano jedynie 800 metrów, z czego około 705 metrów należy do głównego kanału jaskini. We wnętrzu odkryto podziemną rzekę o długości około 557 metrów.

## Galeria

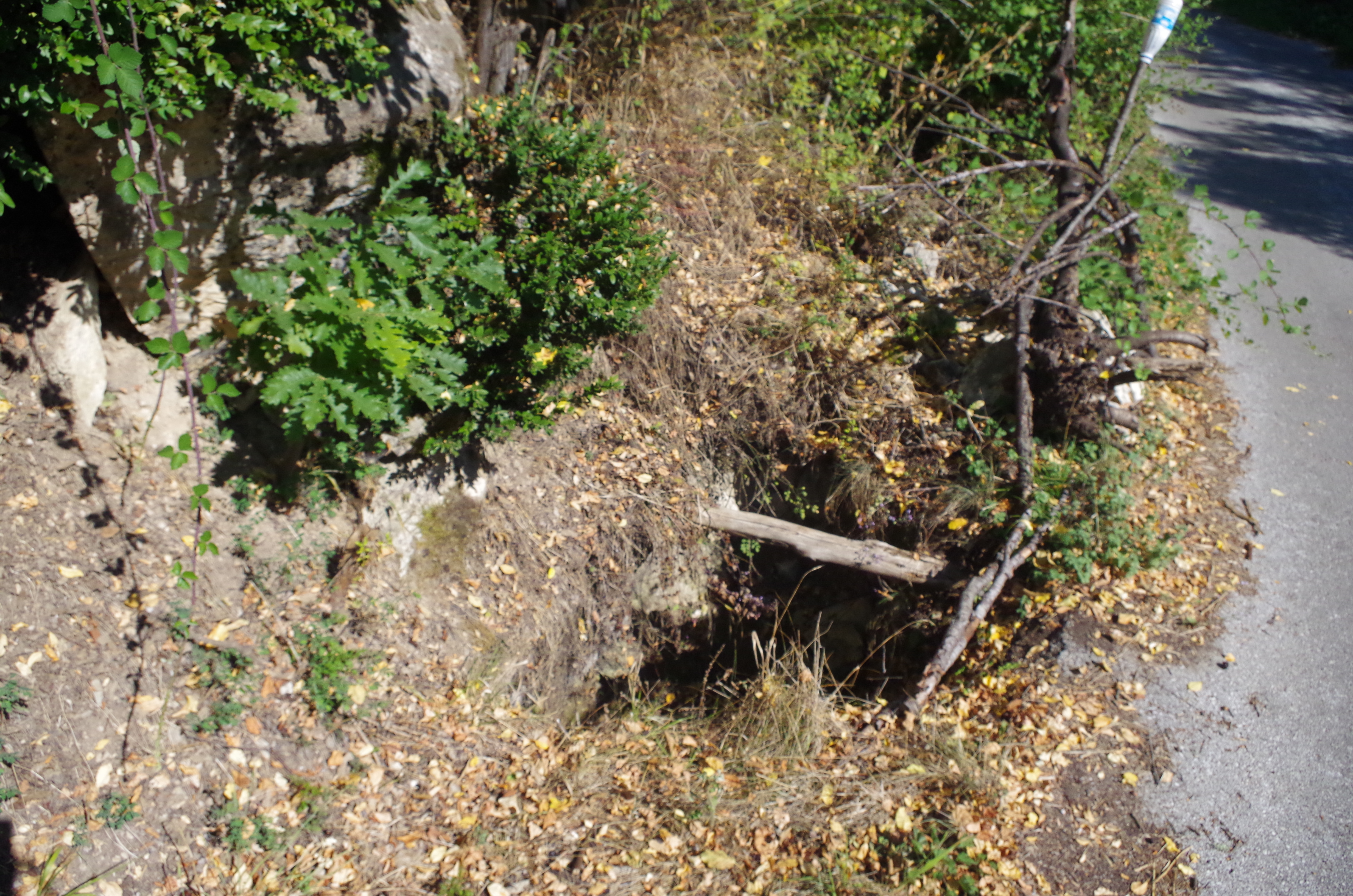
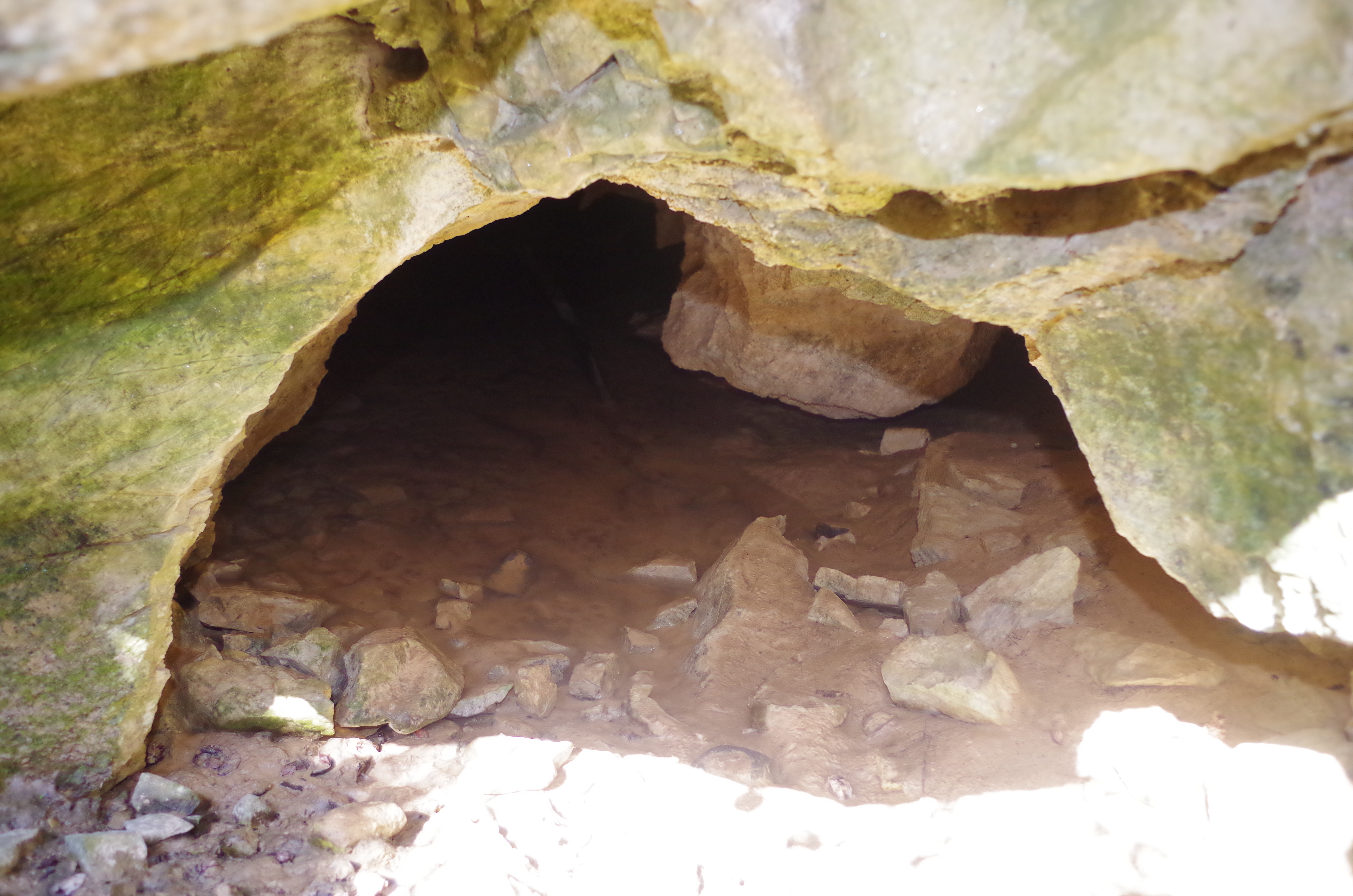
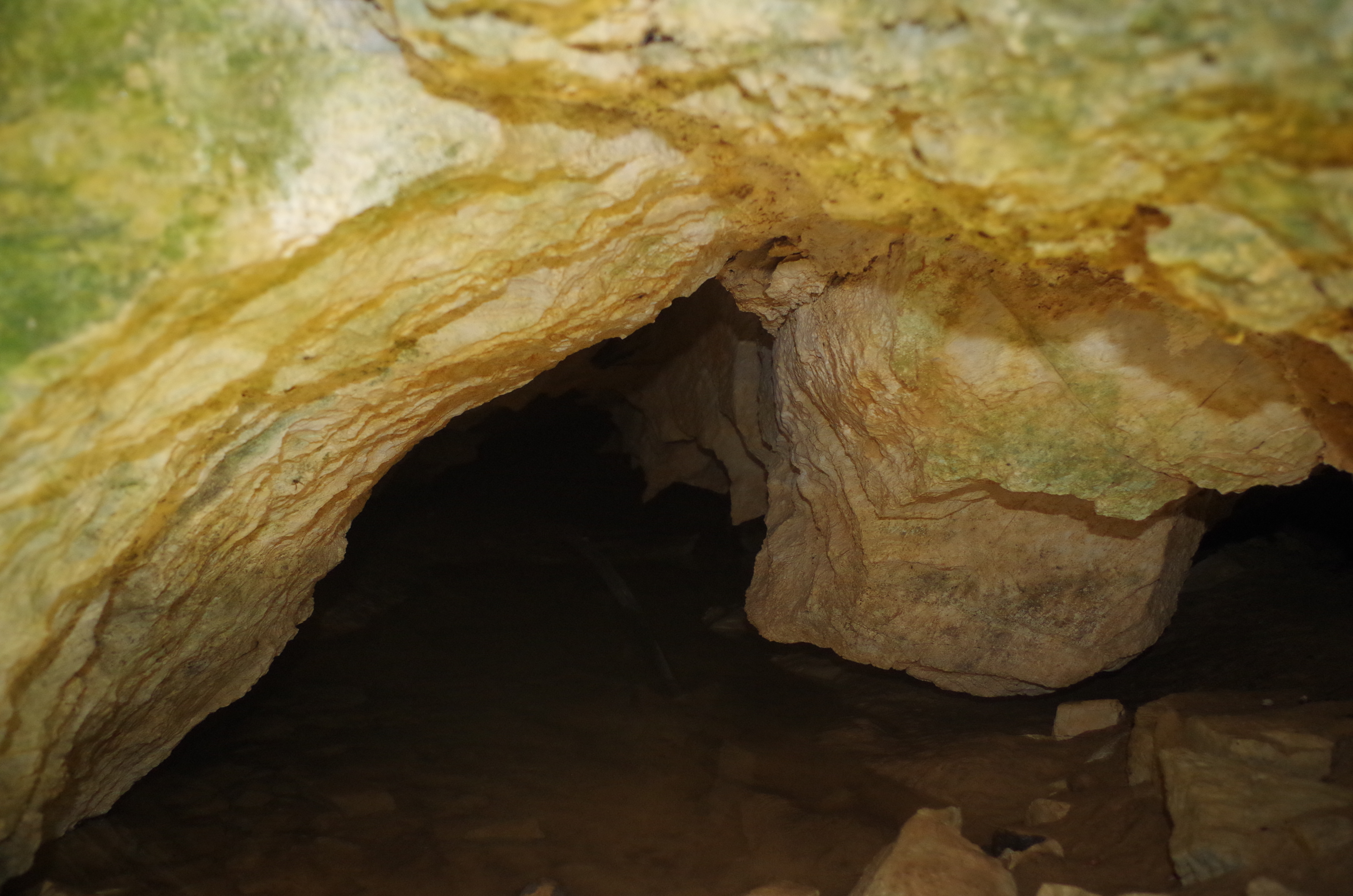
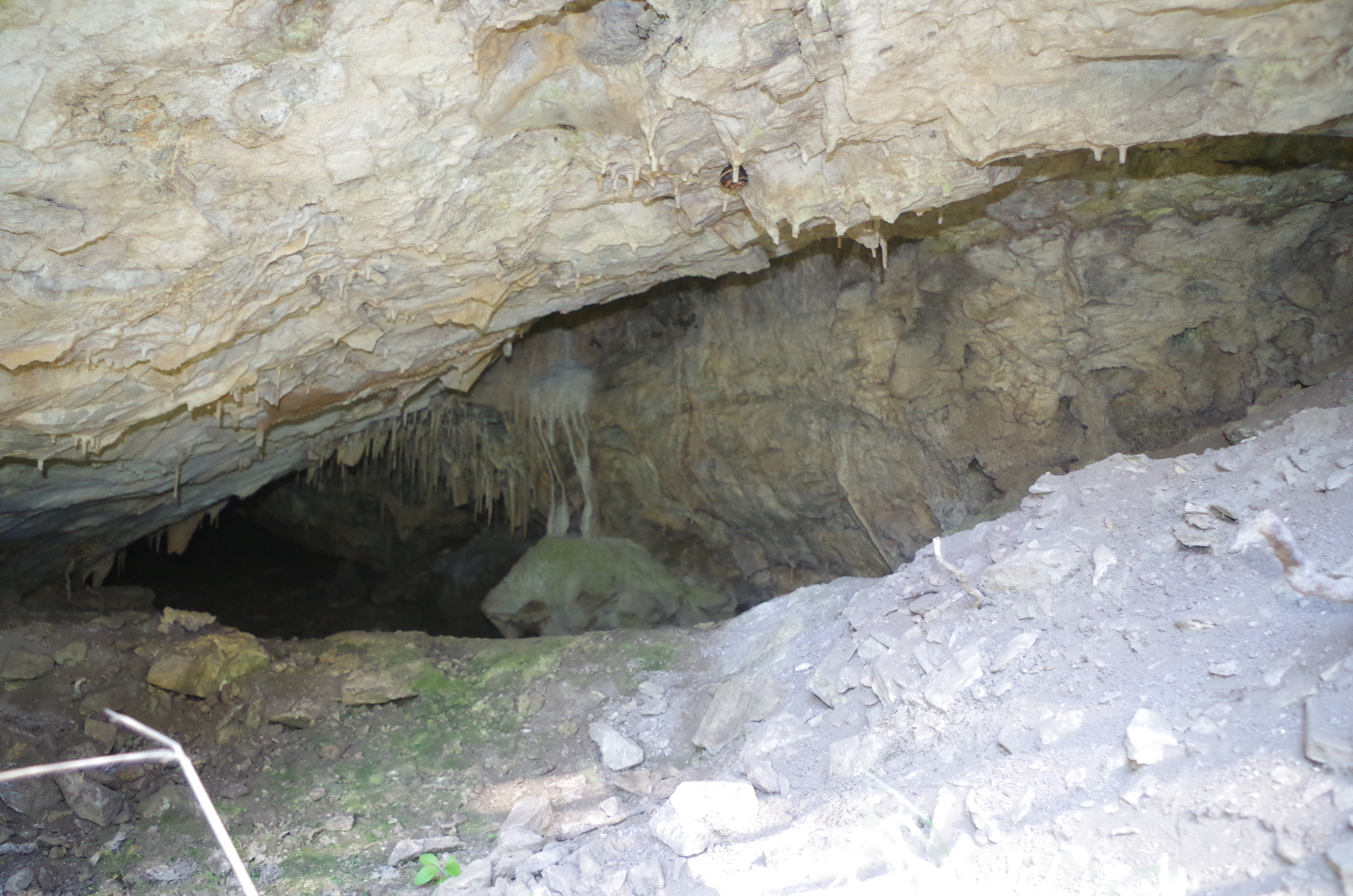
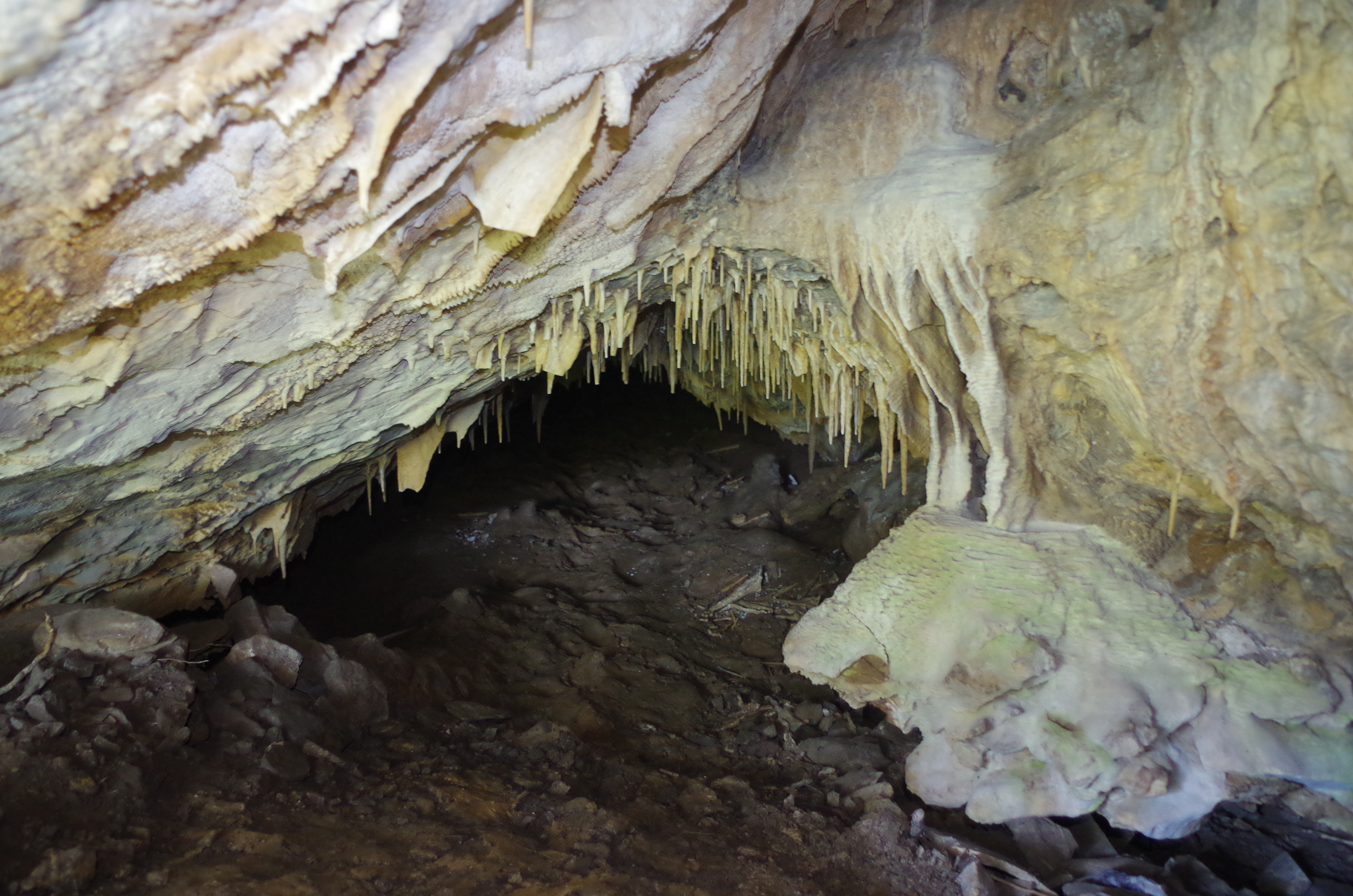
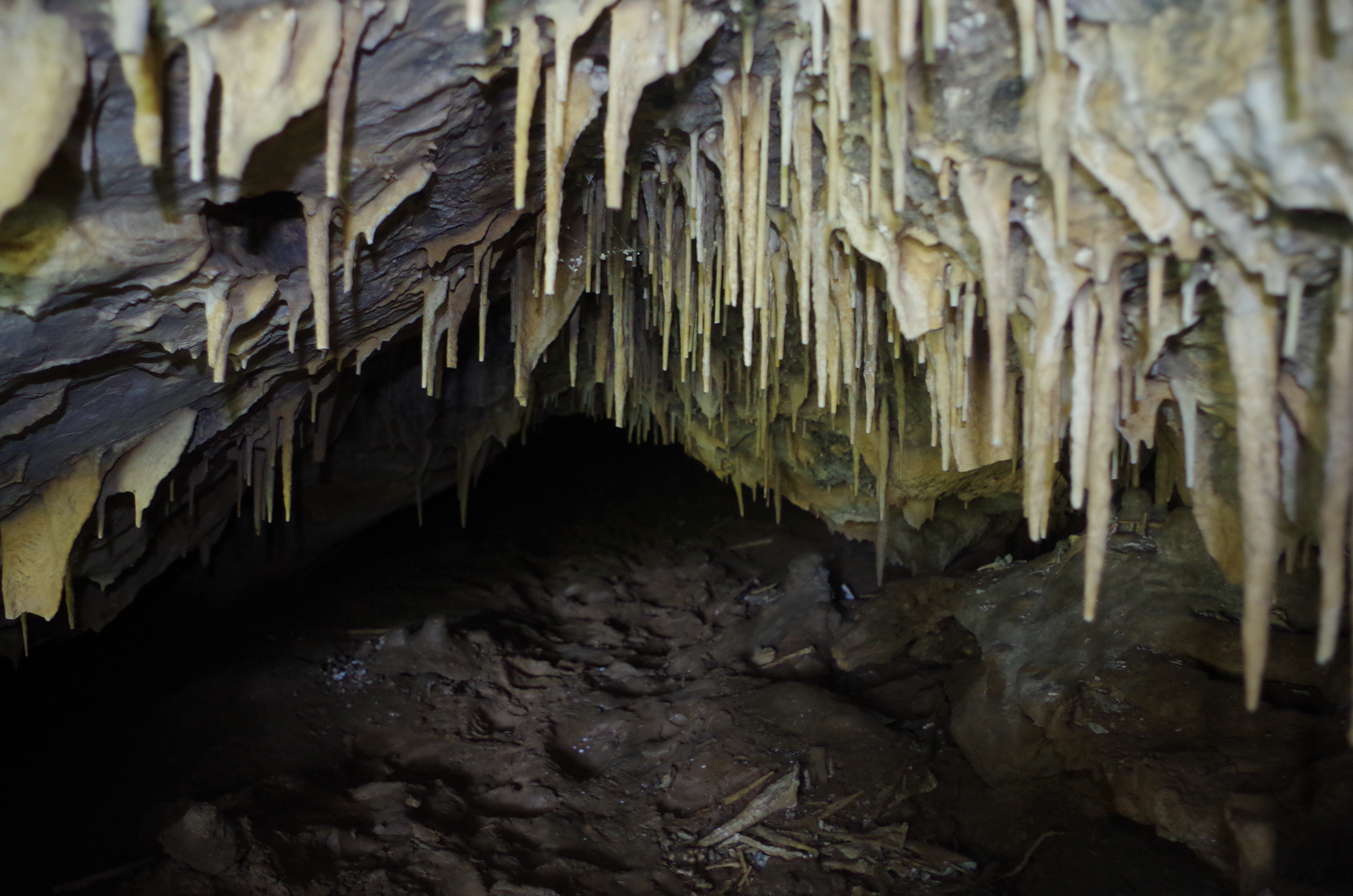